# Elizabeth của Anh (định hướng)
Elizabeth của Anh  có thể đề cập đến những người sau:
- Elizabeth I của Anh (1533–1603) là Nữ vương nước Anh từ năm 1558 cho đến khi qua đời.
- Elizabeth II (1926–2022), Nữ vương của Liên hiệp Anh từ năm 1952 cho đến khi qua đời
- Elizabeth xứ Rhuddlan (1282–1316), con gái của Vua Edward I
- Elizabeth xứ York (1466–1503), Vương hậu nước Anh từ năm 1486 cho đến khi qua đời
- Elizabeth xứ York (1444–1503), Công tước phu nhân xứ Suffolk
- Elizabeth Stuart (con gái của Charles I) (1635–1650)
- Elizabeth Tudor (1492–1495), con gái thứ hai và con thứ tư của Henry VII của Anh và Elizabeth của York
- Elizabeth Woodville (1437–1492), Vương hậu, Góa phụ Vương hậu và Vương mẫu hậu của nước Anh